# Eupelops terminalis
Eupelops terminalis är en kvalsterart som först beskrevs av Banks 1909.  Eupelops terminalis ingår i släktet Eupelops och familjen Phenopelopidae. Inga underarter finns listade i Catalogue of Life.